# Crematogaster rothneyi
Crematogaster rothneyi is een mierensoort uit de onderfamilie van de Myrmicinae. De wetenschappelijke naam van de soort is voor het eerst geldig gepubliceerd in 1879 door Mayr.